# Der König der Löwen (Musical)

Originallogo des Musicals

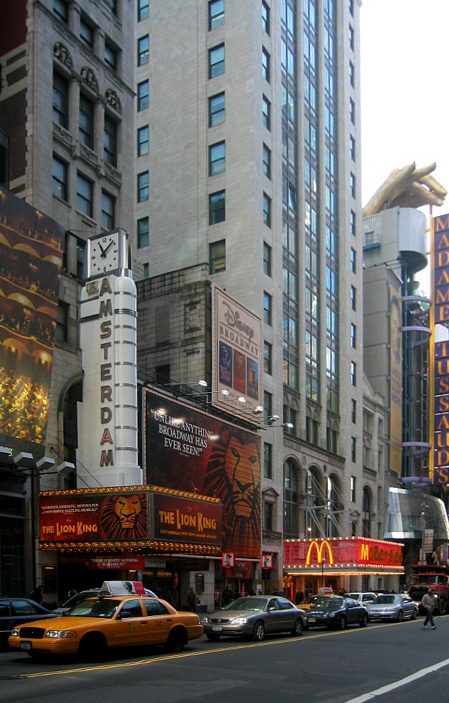
The Lion King im New Yorker New Amsterdam Theatre

Der König der Löwen ist ein Broadway-Musical von Elton John und Tim Rice. Es basiert auf dem gleichnamigen Disney-Zeichentrickfilm aus dem Jahr 1994. Unter der Regie von Julie Taymor treten sowohl Schauspieler in Tierkostümen als auch riesige Puppen auf. Das Musical wurde am 31. Juli 1997 im Orpheum Theater in Minneapolis uraufgeführt und war von Beginn an ein großer Erfolg. Im Oktober wurde es dauerhaft ins New Amsterdam Theatre auf dem Broadway in New York verlegt. Seit dem 13. Juni 2006 wird es im Minskoff Theater gespielt, da es für die Musical-Version von Mary Poppins Platz machen musste.

## Aufführungsorte

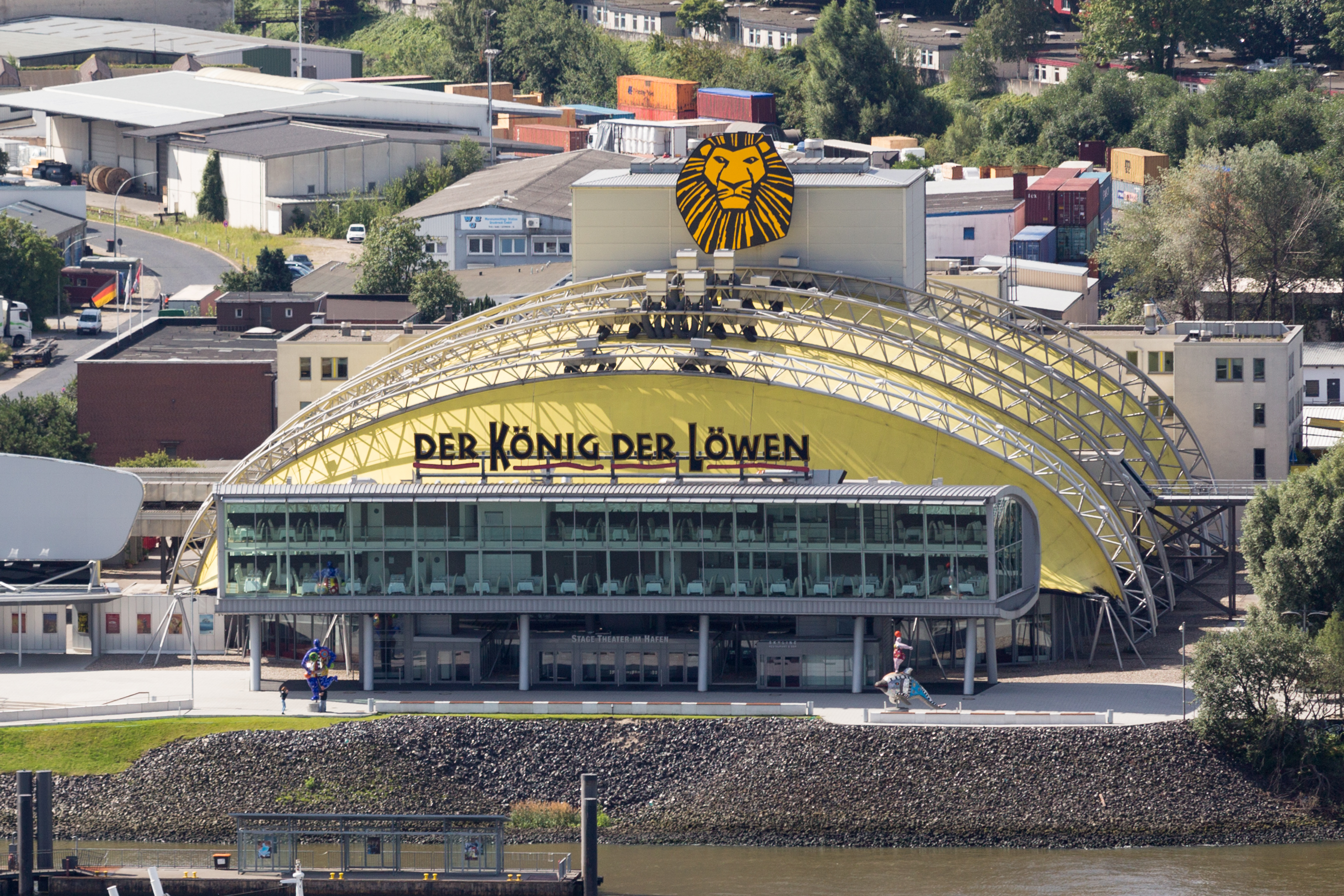
König der Löwen im Musicaltheater im Hamburger Hafen

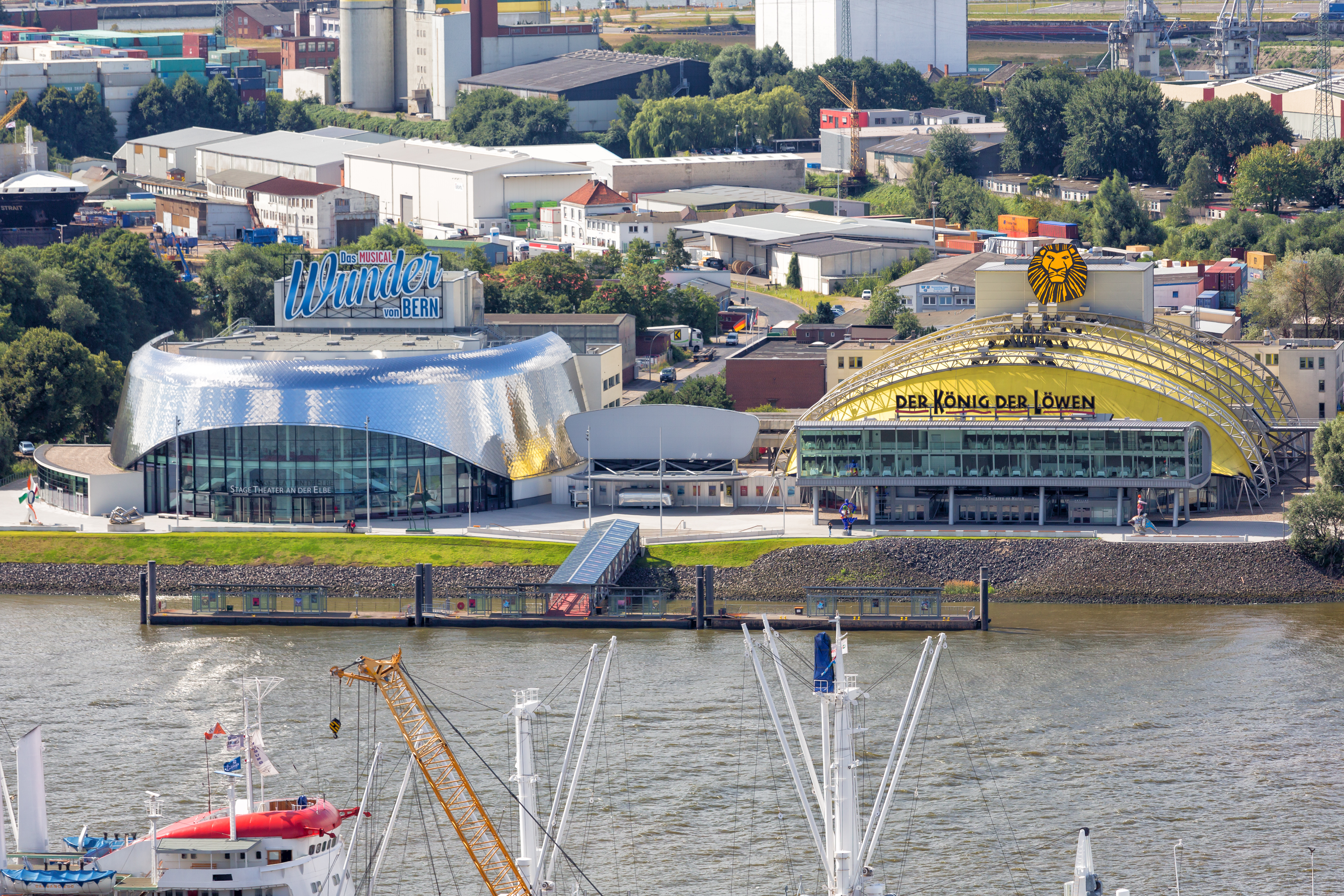
Das Musicaltheater von oben. Links daneben das Theater an der Elbe

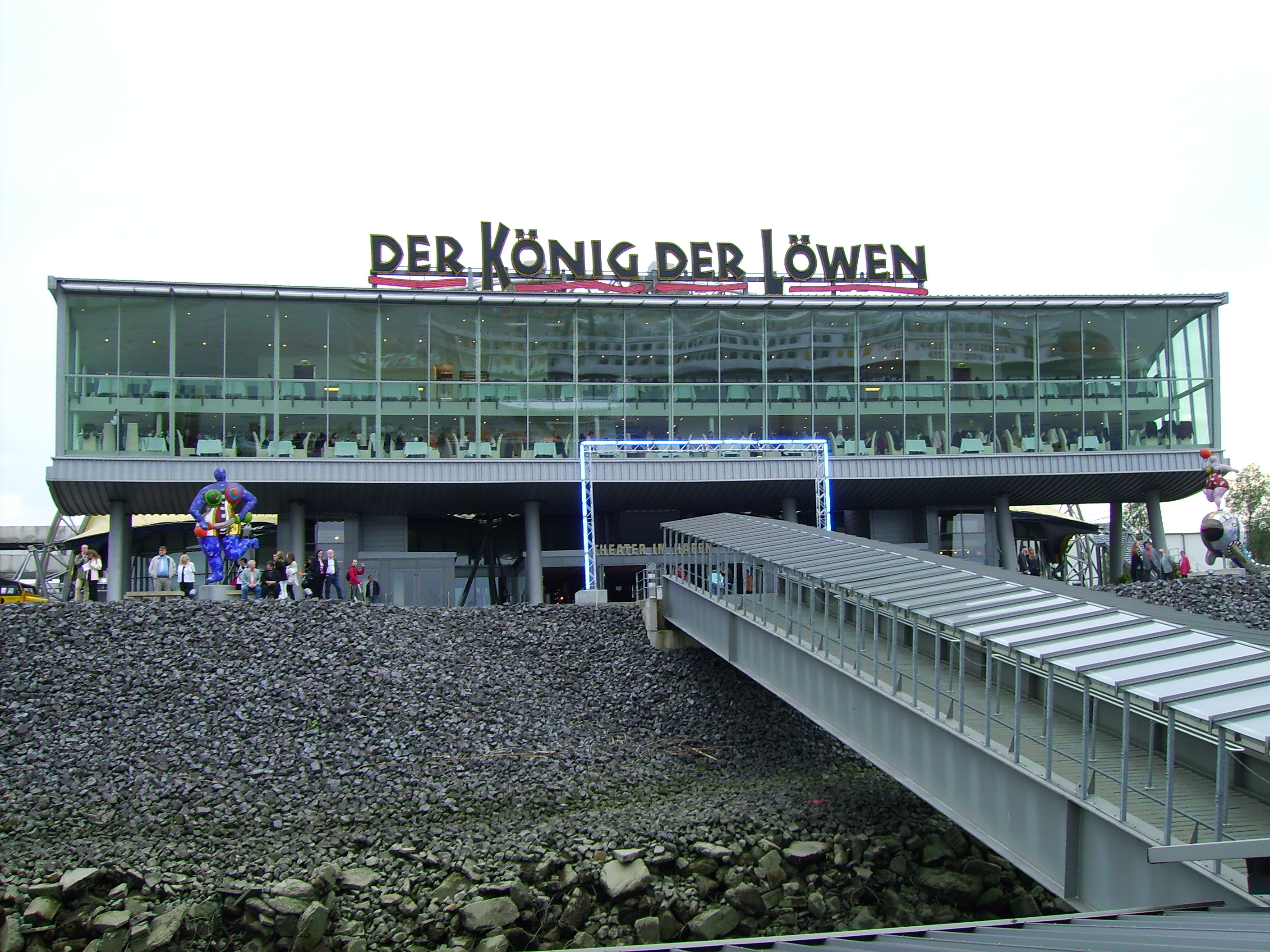
Landungssteg des Hamburger Theaters

Nach dem Erfolg der Uraufführung am Broadway 1997 wurde das Musical auch im Vereinigten Königreich produziert, wo es seit 1999 im Lyceum Theatre in London gezeigt wird. Das Musical spielte zudem zeitweise in Sydney und Melbourne. Zusätzlich zur Broadway-Version gibt es derzeit in den USA zwei Tournee-Versionen, die aus Kostengründen etwas spärlicher ausgestattet sind. Seit 2009 wird das Musical auch in Las Vegas gezeigt.
Die deutsche Produktion feierte in Hamburg Premiere. Seit dem 2. Dezember 2001 wird das Musical im Theater im Hafen Hamburg gezeigt und am 14. Januar 2014 wurde das Jubiläum der 5000. Aufführung gefeiert. Da das Theater auch über einen direkten Zubringer mit Fährschiffen zu erreichen ist, sind dort einige der Personenfähren in den Farben des Musicals gehalten oder wurden sogar nach Charakteren des Stücks benannt (wie die Nala und Schwesterschiff Rafiki). Einen kleinen Seitenhieb gegen das Musical setzte die Hamburger Band Kettcar in einer Refrainzeile des Liedes Einkaufen in Zeiten des Krieges (2024). „Nicht alle in Hamburg wollen zu König der Löwen“, singt darin Marcus Wiebusch.
Weitere momentane Aufführungsorte sind Tokio, Shanghai, Madrid und Den Haag. Seit dem 6. Juni 2007 wird das Musical auch im Montecasino Theater in Johannesburg aufgeführt, und seit dem 22. September 2007 im Theater Mogador in Paris. Seit März 2011 wird das Musical in einem Theater des Marina Bay Sands Hotels in Singapur gespielt. Im Sommer 2015 wurde das Musical im Musical Theater Basel in der Schweiz aufgeführt – in der englischen Originalfassung.

## Besonderheiten des Musicals
Im Vergleich zum Film enthält das Musical einige Änderungen sowie zusätzliche Szenen und Lieder.
Die Szene „Die Jagd der Löwinnen“ ersetzt die Szene des Films, in der Nala und Simba von ihren Müttern Sarafina und Sarabi gewaschen werden. Ebenso ist ein zusätzlicher Dialog enthalten, in dem sich Mufasa mit Zazu darüber unterhält, dass Simba genau so ist wie er selbst einmal war, und dass ihn dies beunruhigt.
Neu ist auch Nalas Konfrontation mit Scar, welcher beginnt, sie zu umgarnen. In ihrem Lied „Schattenland“ wird ihr Abschied von der Savanne, der im Film nur kurz rückblickend erwähnt wird, dargestellt.
In der Szene „Der Löwe schläft heut Nacht“ wird Simba ruhelos dargestellt. Im Zuge einer nächtlichen Schlafstättensuche fällt Timon in einen Fluss. Simba wird an den Tod seines Vaters erinnert, kann seinen Freund jedoch in letzter Sekunde retten.
Der Mandrill Rafiki ist hier weiblich, da Taymor der Meinung war, dass es im Film keine weibliche Führungsrolle gibt.
Lebo M leitet den Original-Broadway-Chor, nachdem er bereits beim Film eine entscheidende Rolle für die Musik spielte. Die Chormitglieder sind üblicherweise sichtbar und nicht wie in manchen anderen Produktionen verborgen.
Viele der Tiere, die im Musical dargestellt werden, sind Schauspieler in Kostümen, die diese mit zusätzlichen Hilfsmitteln bewegen. Andere Figuren werden von Schauspielern in lebensgroßen Puppen oder Kostümen dargestellt.
Für die deutsche Produktion gibt es eine "Löwenschule", wo Kinderdarsteller für die bis zu jeweils zehn Besetzungen für den jungen Simba und der jungen Nala trainieren, die aufgrund von Jugendschutzgesetzen nur ein bis zweimal pro Woche auftreten und meistens nicht bis zum Applaus bleiben. Bei der Original-Broadway-Version gibt es generell jeweils zwei Hauptbesetzungen für die Rollen.

## Die Handlung

### Erster Akt

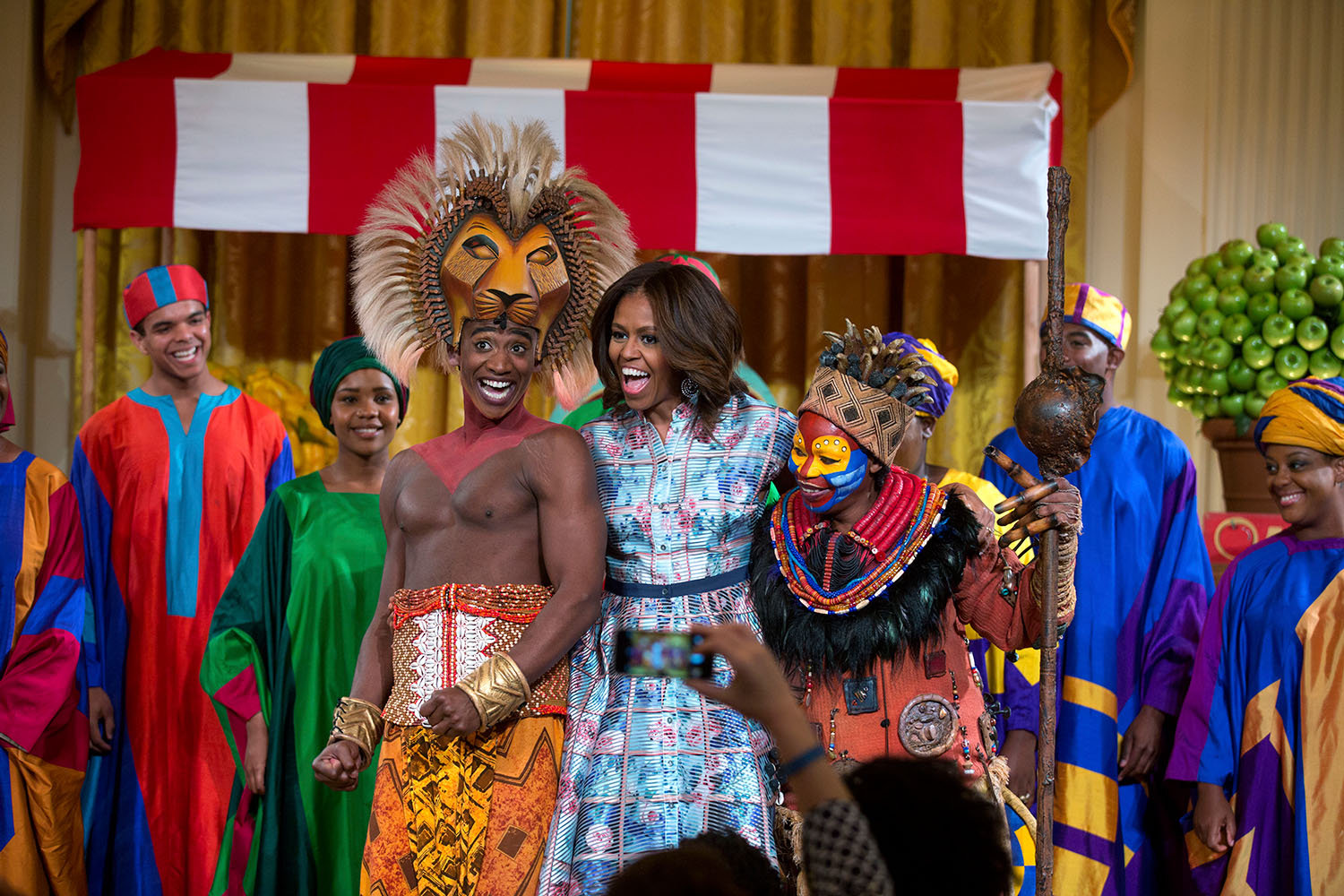
Einige der Darsteller des Musicals nach einem Auftritt im Weißen Haus. Vorne: Simba, Michelle Obama und Rafiki. Hinten: Mitglieder des Ensembles

Bei Sonnenaufgang ruft der Mandrill Rafiki die Tiere der Savanne zum Königsfelsen, um den Sohn König Mufasas und Königin Sarabis zu präsentieren („Circle of Life“, dt. „Der ewige Kreis“). Einzig nicht anwesend ist Mufasas Bruder Scar, der mit der Geburt des Prinzen jede Chance auf den Thron verloren hat. Gerade noch rechtzeitig kann Mufasa ihn daran hindern, seine Wut am Nashornvogel Zazu, dem Haushofmeister, auszulassen.
Während Rafiki in ihrem Affenbaum ein Bild des Neugeborenen zeichnet, teilen die Geister ihr dessen Namen mit – Simba. Dieser wächst mit der Zeit zu einem lebenslustigen Jungen heran („Grasslands Chant“, dt. „Grasland Chant“). Während er mit seinem Vater durch sein zukünftiges Königreich wandert, erklärt Mufasa, dass alles Leben in einem empfindlichen Gleichgewicht liegt, auch bekannt als ewiger Kreis des Lebens. Ebenso warnt er ihn davor, die Grenzen des Geweihten Landes zu überschreiten. Als Zazu zur morgendlichen Berichterstattung erscheint, nutzt Simba dies sogleich als Anpirschübung („The Morning Report“, dt. „Der Morgenreport“) (seit 2011 gestrichen). Schließlich berichtet Zazu von Hyänen im Geweihten Land, woraufhin Simba allein zurückbleibt und seinen Onkel Scar besucht. In dem Wissen, dass sein Neffe der Versuchung nicht widerstehen können wird, weckt dieser Simbas Neugierde bezüglich eines Ortes, den er niemals betreten darf – eines Elefantenfriedhofs.
Während der Jagd („The Lioness Hunt“, dt. „Die Jagd der Löwinnen“) erscheint Simba, um seine beste Freundin Nala zu überreden, mit ihm gemeinsam den Elefantenfriedhof zu besuchen, ohne ihre Eltern davon wissen zu lassen. Unter der Bedingung, dass Zazu sie begleitet, stimmen Sarabi und Sarafina, Nalas Mutter, zu. Den Löwenjungen gelingt es schnell, den unerwünschten Begleiter abzuhängen („I Just Can't Wait to Be King“, dt. „Ich will jetzt gleich König sein“).
Auf dem Friedhof taucht dieser wieder auf, unglücklicherweise werden sie von den hungrigen Hyänen Shenzi, Banzai und Ed an der Heimkehr gehindert („Chow Down“, dt. „Putz weg“) und können schließlich nur von Mufasa gerettet werden. Er ist enttäuscht von Simba und auf der Rückkehr ins Geweihte Land meint Simba, er habe nur so mutig sein wollen wie sein Vater. Daraufhin meint Mufasa, Mut habe nichts mit der Suche nach Gefahr zu tun. Auf die Frage, ob sie immer zusammen sein werden, antwortet er mit einem Blick zum Nachthimmel, dass die großen Könige der Vergangenheit von dort auf sie blicken und sie führen („They Live in You“, dt. „Sie leben hier“). Genau so werde er immer bei Simba sein.
Auf dem Elefantenfriedhof ist Scar wütend über das Versagen der Hyänen und schmiedet einen neuen Plan mit dem Versprechen, die Hyänen müssten nie wieder Hunger leiden, wenn sie ihm helfen („Be Prepared“, dt. „Seid bereit“).
Zazu entschuldigt sich am Königsfelsen bei Mufasa für Simbas Verhalten. Er meint, dass Simba ihn an den König selbst erinnert, als er noch jung war, was ein Grund zur Besorgnis ist.
Letztendlich ist Scar bereit, seine Pläne in die Tat umzusetzen. Mit der Anweisung, dort zu warten, führt er Simba in eine Schlucht, woraufhin die Hyänen eine Herde Gnus in Aufruhr versetzen („The Stampede“, dt. „Die Schlucht“). Auf Scars Nachricht hin eilt Mufasa herbei, um seinen Sohn zu retten, was ihm auch gelingt. Als er jedoch eine Klippe hinaufklettern will, verrät ihn Scar und wirft ihn hinunter, wo er niedergetrampelt wird. Anschließend redet er Simba ein, er allein habe am Tod seines Vaters Schuld. Er rät ihm, aus dem Geweihten Land zu fliehen und nie zurückzukehren. Nur knapp entkommt Simba dabei dem Angriff der Hyänen, die Scar belügen und berichten, Simba wäre tot. Mit der Nachricht, Mufasa und Simba seien gestorben („Rafiki Mourns“, dt. „Rafikis Totenklage“), krönt sich Scar zum neuen König.
In der Wüste wird der zusammengebrochene Simba von dem Erdmännchen Timon und dem Warzenschwein Pumbaa gefunden und in den Dschungel gebracht, wo sie ihm ihre entspannte Art zu Leben näherbringen („Hakuna Matata“, dt. „Hakuna Matata“). Simba bleibt bei seinen neuen Freunden und wächst zu einem erwachsenen Löwen heran.

### Zweiter Akt
Unter Scars Schreckensherrschaft hat eine Dürre das Geweihte Land befallen („One by One“, dt. „One by one“). Scar klagt nun darüber, dass niemand ihn liebt, und kommt zu dem Schluss, dass er eine Königin finden muss, die ihm Junge zur Welt bringt. Als die mittlerweile erwachsen gewordene Nala bei ihm erscheint, entscheidet er sich für sie, woraufhin sie flieht („The Madness of King Scar“, dt. „Der Wahnsinn von König Scar“). Aufgebracht beschließt sie, das Geweihte Land zu verlassen und Hilfe zu suchen („Shadowland“, dt. „Schattenland“).
Unterdessen sind die drei Freunde im Dschungel auf der Suche nach einem Schlafplatz („The Lion Sleeps Tonight“, dt. „Der Löwe schläft heut' Nacht“). Bei der Überquerung eines Flusses fällt Timon ins Wasser. Als er ihm helfen will, wird Simba an den Tod Mufasas erinnert. In letzter Sekunde kann er seinen Freund retten und wird von Schuldgefühlen befallen. Des Nachts erinnert er sich an die Worte seines Vaters über die Sterne und ist enttäuscht darüber, dass er nun nicht bei ihm ist („Endless Night“, dt. „Endlose Nacht“). Rafiki hört Simbas Lied im Wind und schlussfolgert freudig, dass er noch lebt.
Am nächsten Tag rettet Simba Pumbaa vor einer jagenden Löwin, erkennt in ihr jedoch bald Nala, seine Freundin aus Kindertagen. In dem Wissen, dass er der rechtmäßige König ist, ist Nala überglücklich über das Wiedersehen. Die beiden verlieben sich und Timon und Pumbaa erkennen, dass ihr sorgloses Leben nun ein Ende nimmt („Can You Feel the Love Tonight“, dt. „Kann es wirklich Liebe sein“). Aufgrund seiner Schuldgefühle kann Nala Simba jedoch nicht überzeugen, seinen Platz im Geweihten Land einzunehmen.
Als er später allein auf Rafiki trifft, erkennt er schließlich, dass sein Vater noch immer in ihm lebt („He Lives in You (Reprise)“, dt. „Er lebt in dir (Reprise)“) und entschließt sich, in seine Heimat zurückzukehren. Mit Hilfe von Nala, Timon und Pumbaa gelangt er zum Königsfelsen.
Dort fragt Scar Sarabi, warum die Löwinnen nicht mehr jagen, was sie damit beantwortet, dass es weder Wasser noch Futter gibt und sie zum Überleben den Königsfelsen verlassen müssen. Wütend beobachtet Simba, wie Scar seine Mutter schlägt, und greift ein. Nach seinem anfänglichen Schock über den nach wie vor lebendigen Simba verlangt sein Onkel, er solle den Mord an seinem Vater gestehen. Im anschließenden Kampf gewinnt Scar die Oberhand und flüstert ihm ins Ohr, dass er selbst der wahre Mörder Mufasas sei. Aufgebracht schlägt Simba zurück und zwingt ihn, allen die Wahrheit zu enthüllen.
Es kommt zum Kampf zwischen den Löwinnen und den Hyänen („Simba Confronts Scar“, dt. „Kampf um den Königsfelsen“). Auf dem Gipfel des Königsfelsens fordert Simba Scar auf, das Geweihte Land für immer zu verlassen – mit denselben Worten, die sein Onkel damals verwendete. Dieser willigt erst ein, greift aber erneut an und wird dabei von Simba über die Klippe zu den wartenden Hyänen geworfen, die ihren einstigen Anführer nun töten.
Am Ende des Kampfes wird Simba inmitten seiner Freunde als rechtmäßiger König anerkannt. Auf sein Brüllen hin kehren die Tiere ins Geweihte Land zurück („King of Pride Rock“, dt. „Der König kehrt zurück“). Letztendlich versammeln sich alle Tiere erneut vorm Königsfelsen, wo Rafiki Simbas und Nalas Junges präsentiert („Circle of Life (Reprise)“, dt. „Der ewige Kreis (Reprise)“).

## Titelliste
| Erster Akt - „Der ewige Kreis“ – Rafiki und Ensemble - „Grasland Chant“ – Ensemble - „Der Morgenreport“ – Zazu, Junger Simba und Mufasa (gestrichen) - „Die Jagd der Löwinnen“ – Ensemble - „Ich will jetzt gleich König sein“ – Junger Simba, Junge Nala, Zazu und Ensemble - „Putz weg“ – Shenzi, Banzai und Ed - „Sie leben hier“ – Mufasa und Ensemble - „Seid bereit“ – Scar, Shenzi, Banzai, Ed und Ensemble - „Die Schlucht“ (Instrumental) - „Rafikis Totenklage“ – Rafiki und Ensemble - „Seid bereit (Reprise)“ – Scar und Ensemble - „Hakuna Matata“ – Timon, Pumba, Junger Simba, Simba und Ensemble | Zweiter Akt - „One by one“ – Ensemble - „Der Wahnsinn von König Scar“ – Scar, Zazu, Shenzi, Banzai, Ed und Nala - „Schattenland“ – Nala, Rafiki und Ensemble - „Der Löwe schläft heut Nacht“ – Timon - „Endlose Nacht“ – Simba und Ensemble - „Kann es wirklich Liebe sein“ – Timon, Pumbaa, Simba, Nala und Ensemble - „Er lebt in dir (Reprise)“ – Rafiki, Simba und Ensemble - „Kampf um den Königsfelsen“ (Instrumental) - „Der König kehrt zurück“ – Ensemble - „Der ewige Kreis (Reprise)“ – Ensemble |

## Premierenbesetzung Hamburg 2001
- Mufasa – Michael Edward-Stevens
- Simba – Gino Emnes
- Nala – Senhit Zadik Zadik
- Rafiki – Velephi Patricia Mnisi
- Scar – Marc Hetterle
- Shenzi – Anastasia Bain
- Banzai –  Jerrel Houtsnee
- Ed – Enrique Segru
- Timon – Oliver Grice
- Pumbaa –
- Sarabi – Araba Walton
- Zazu – Joachim Benoit

## Auszeichnungen

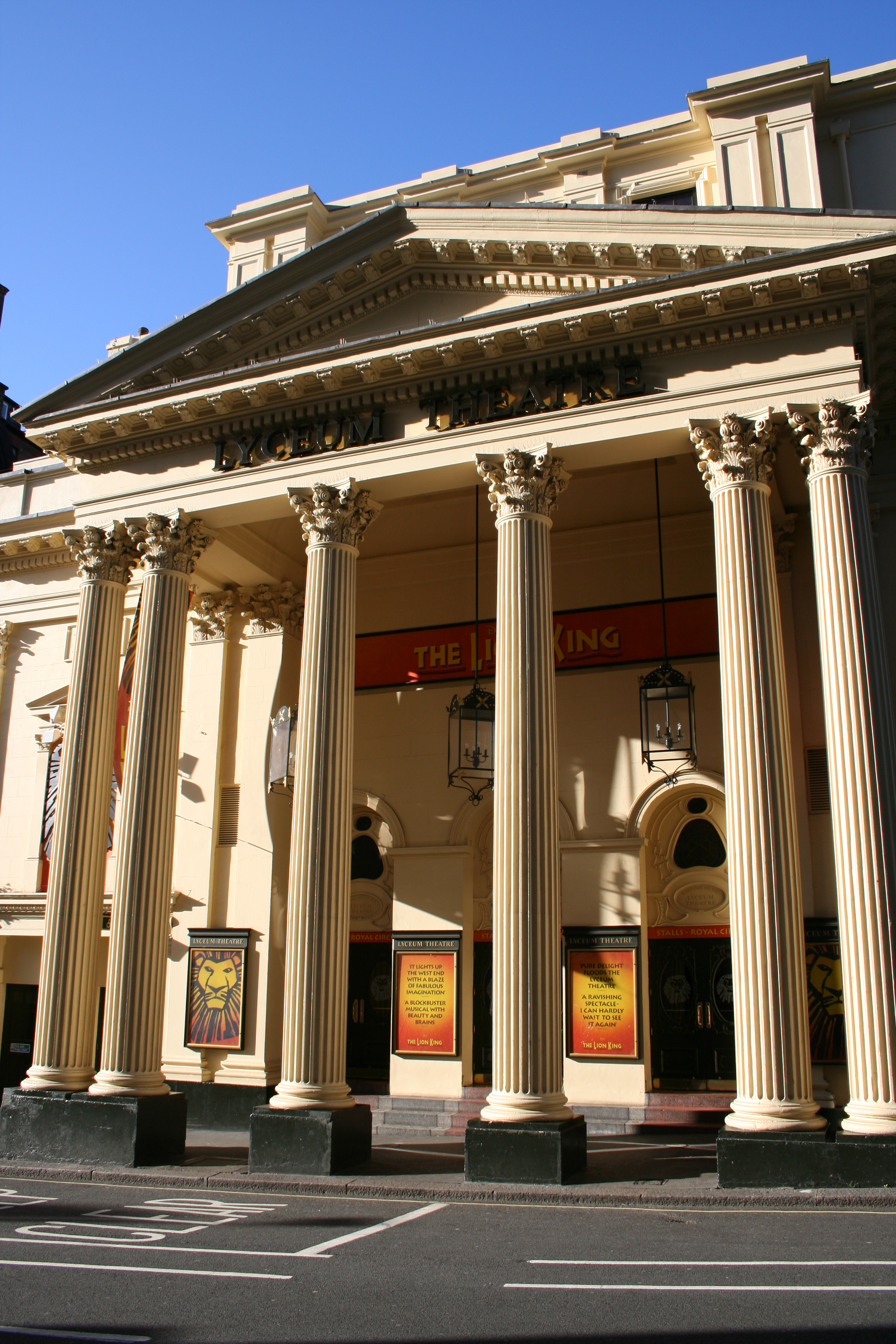
The Lion King im Lyceum Theatre London

- Tony Award für das Beste Musical
- Tony Award für das Beste Szenendesign (Richard Hudson)
- Tony Award für das Beste Kostümdesign (Julie Taymor)
- Tony Award für das Beste Beleuchtungsdesign (Donald Holder)
- Tony Award für die Beste Choreography (Garth Fagan)
- Tony Award für die Beste Regie (Julie Taymor)
- nominiert für den Tony Award für das Beste Buch zu einem Musical (Roger Allers und Irene Mecchi)
- nominiert für den Tony Award für die Beste Originalmusik (Elton John, Tim Rice, Hans Zimmer, Lebo M, Mark Mancina, Jay Rifkin, Julie Taymor)
- nominiert für den Tony Award für den Besten Nebendarsteller in einem Musical (Samuel E. Wright)
- nominiert für den Tony Award für die Beste Nebendarstellerin einem Musical (Tsidii Le Loka)
- nominiert für den Tony Award für die Beste Orchestrierung (Robert Elhai, David Metzger, Bruce Fowler)

- Drama Desk Award für die Beste Nebendarstellerin in einem Musical (Tsidii Le Loka)
- Drama Desk Award für die Beste Choreographie (Garth Fagan)
- Drama Desk Award für die Beste Regie in einem Musical (Julie Taymor)
- Drama Desk Award für das Beste Bühnendesign in einem Musical (Richard Hudson)
- Drama Desk Award für das Beste Kostümdesign (Julie Taymor)
- Drama Desk Award für das Beste Lichtdesign (Donald Holder)
- Drama Desk Award für das Beste Sounddesign (Tony Meola)
- Drama Desk Award für das Beste Puppendesign (Julie Taymor)
- nominiert für den Drama Desk Award für das Beste neue Musical
- nominiert für den Drama Desk Award für den Besten Nebendarsteller in einem Musical (Max Casella, Geoff Hoyle)
- nominiert für den Drama Desk Award für die Beste Orchestrierung (Robert Elhai, David Metzger, Bruce Fowler)

- Theatre World Award für Max Casella
- „Die Eins der Besten“